# Achraf El Yakhloufi
Achraf El Yakhloufi, né le 26 juillet 1998 à Turnhout, est un homme politique belge, membre de Vooruit.

## Biographie
Achraf El Yakhloufi nait le 26 juillet 1998 à Turnhout.
Le 5 décembre 2024, il devient député fédéral à la Chambre des représentants en remplaçant Jinnih Beels qui devient députée provinciale dans la Province d'Anvers.